# Tiếng Purépecha
Tiếng Purépecha hay tiếng P'urhépecha [pʰuˈɽepet͡ʃa] (Phorhé, Phorhépecha), cũng thường gọi là tiếng Tarascan (tiếng Tây Ban Nha: Tarasco), là một ngôn ngữ tách biệt hoặc một hệ ngôn ngữ nhỏ được nói bởi hơn một trăm nghìn người Purépecha tại vùng núi cao của bang Michoacán, México.
Tiếng Purépecha từng là ngôn ngữ chính của nhà nước Tarascan (một quốc gia thời kỳ tiền Colombo) và từng phổ biến khắp vùng tây nam México vào thời kỳ hoàng kim (khoảng 1400–1521).
Dù được nói trong biên giới vùng Trung Bộ châu Mỹ, tiếng Purépecha không chia sẻ nhiều đặc điểm với các ngôn ngữ Trung Bộ châu Mỹ khác.

## Phân loại
Tiếng Purépecha từ lâu đã được phân loại là một ngôn ngữ tách biệt, không liên quan đến bất kỳ ngôn ngữ nào khác. Greenberg xếp nó vào hệ ngôn ngữ Chibcha, nhưng cũng như nhiều phân loại khác của ông, điều này bị các chuyên gia khác bác bỏ.
Tiếng Purépecha có một số phương ngữ mà SIL International xếp vào hai ngôn ngữ, nhưng Campbell (1997) xem tiếng Purépecha như một ngôn ngữ đơn nhất.

## Tình trạng
Tiếng Purépecha chủ yếu được nói tại khu vực nông thôn trên vùng cao Michoacán. Trung tâm trước đây của nhà nước Tarascan là vùng xung quanh hồ Pátzcuaro, và nơi đây vẫn là một địa điểm quan trọng đối với cộng đồng Purépecha. Ethnologue cho rằng tiếng Purépecha gồm hai ngôn ngữ: một hiện diện quanh Pátzcuaro, và một được nói quanh Zamora, Los Reyes de Salgado, Paracho de Verduzco, và Pamatácuaro, tất cả đều lân cận núi lửa Parícutin. Do hiện tượng di cư, nay cũng có những cộng đồng người nói tại Guadalajara, Tijuana, thành phố México và Hoa Kỳ. Tổng số người nói đang tăng lên (58.000 năm 1960, 96.000 năm 1990 và 120.000 năm 2000), nhưng số phần trăm người đơn ngữ đang giảm. Ngày nay số người đơn ngữ là dưới 10%.